# 非共价作用力
非共價鍵並不依賴電子間的共享，而是依賴正負電荷間的吸引力，因此吸力較弱，故僅需較小的力量就可將之打斷。非共價鍵主要出現于超分子化學中，所擔任的角色為：維持脱氧核糖核酸（DNA，生命的起源物質）或蛋白質的三度空間外型及功能。它包含有氫鍵、疏水相互作用及范德华力等，一般數量級在1-5kcal/mol（約4-21kJ/mol）之間
。